# Baron Lexinton
Baron Lexinton (auch Lexington), of Aram in the County of Nottingham, war ein erblicher britischer Adelstitel in der Peerage of England.
Der Titel ist nach dem heutigen Ort Laxton in Nottinghamshire benannt.

## Verleihung und Erlöschen
Erstmals wurde am 21. November 1645 durch Letters Patent für den Royalisten Robert Sutton geschaffen.
Der Titel erlosch, als dessen Sohn, der 2. Baron, am 19. September 1723 starb und keine männlichen Nachkommen hinterließ.

## Liste der Barone Lexinton (1646)
- Robert Sutton, 1. Baron Lexinton (1594–1668)
- Robert Sutton, 2. Baron Lexinton (1662–1723)